# Uhbスーパータイム
『uhbスーパータイム』（ユーエイチビースーパータイム）は、1988年4月1日から1997年3月30日まで北海道文化放送で放送されていたFNN系列夕方の北海道向けローカルワイドニュース番組のタイトル（『FNNスーパータイム』の北海道ローカル扱い）。

## 概要
1988年4月1日に、同年3月31日まで放送されていた前番組『FNNイブニングニュース』をフジテレビおよびFNN系列各局（一部除く）に合わせる形で改題してスタート。正式タイトルは『FNN uhbスーパータイム』→『uhbスーパータイム FNN』。
平日版は1993年10月1日に『FNNスーパータイムHOKKAIDO』と改題されて放送開始時間が30分早い17時半からとなったが、週末版は30分番組だったため引き続き『uhbスーパータイム』の名で放送された。しかし同番組は1996年3月29日で終了し、翌週4月1日からは再び『uhbスーパータイム FNN』として放送された。

## 放送時間

### 平日版
第1期
- 1988年4月1日 - 1993年9月30日：月曜日 - 金曜日 18:00 - 18:55（日本時間/55分）

第2期
- 1996年4月1日 - 1997年3月28日：月曜日 - 金曜日 17:55 - 18:55（日本時間/60分）

### 週末版
土曜日
- 1988年4月2日 - 1997年3月29日：土曜日 18:00 - 18:30（日本時間/30分）

日曜日
- 1988年4月3日 - 1997年3月30日：日曜日 17:30 - 18:00（日本時間/30分）

## 歴代ニュースキャスター

### 平日版
第1期の総合司会者である北本は北海道新聞解説委員、村川は北海道新聞編集委員。第1期のサブ司会者と第2期の両司会者はUHBアナウンサー（『UHB20年の歩み』（1993年）より）。
| 期間      | 期間      | 男性         | 女性         |
| --------- | --------- | ------------ | ------------ |
| 1988.4.1  | 1990.3.30 | 北本徹       | 大崎誠子     |
| 1990.4.2  | 1992.3.27 | 北本徹       | 谷井智子     |
| 1992.3.30 | 1993.9.30 | 村川亘       | 長谷川園子   |
| 1993.10.1 | 1996.3.29 | （放送なし） | （放送なし） |
| 1996.4.1  | 1997.3.28 | 宇野章午     | 丸岡いずみ   |

### 週末版
- シフト勤務

## オープニングの映像と音楽
- 1988年から1989年9月まではフジテレビと同じ映像を使用し、上にuhb、下に「協力：北海道新聞」が表示されるもの。
- 1989年からはUHBのスタジオをバックに、UHBオリジナルのタイトルアニメーションで表示。音楽も同一。週末版は独自CGとオープニングを使用した。音楽はフジテレビと同じものを使用。